# Platani
Il Platani o Platani Alikòs, anticamente chiamato Alico (Halykòs - salato in greco - Platàni - platano -, Αλυκός Πλατάνι), è uno dei più importanti corsi d'acqua del versante meridionale della Sicilia, il 5º dell'isola per lunghezza dopo l'Imera Meridionale (o Salso Himeras), il Simeto, il Belice e il Dittaino con 103 km di corso, e il 3º per ampiezza di bacino con 1.785 km² dopo il Simeto e l'Imera Meridionale. Attraversa la città metropolitana di Palermo e il libero consorzio comunale di Agrigento, segnando anche il confine tra quest'ultimo e quello di Caltanissetta.

## Corso del fiume
Il fiume nasce dalla confluenza che avviene sul confine tra le province di Palermo e Agrigento del Platani di Lercara e del Platani di Castronovo, che nascono rispettivamente nei comuni di Lercara Friddi (sotto il Pizzo Lanzone) e Santo Stefano Quisquina (tra i monti Serra della Moneta e Pizzo della Rondine).
Dalla confluenza alla foce il fiume si sviluppa per circa 83 km, ma includendo nel computo totale della lunghezza il ramo di Castronovo, la lunghezza totale sale a 103 km. 
Lungo il suo percorso il fiume riceve le acque di molti affluenti tra i quali i fiumi Gallo d'Oro e Turvoli.
Tra gli affluenti di una certa importanza sono da citare anche il Vallone Morella che nasce presso Lercara Friddi e confluisce da sinistra a valle del centro di Castronovo di Sicilia; il Vallone Tumarrano che nasce invece presso il Monte Giangianese e confluisce in sinistra presso San Giovanni Gemini e il Vallone di Aragona, che nasce presso il centro abitato di Aragona e confluisce in sinistra idrografica.
Per alcuni chilometri all'interno della provincia di Agrigento, il Platani scorre verso sud marcando il confine con la Provincia di Caltanissetta. All'incontro con l'affluente Gallo d'Oro, il fiume devia il suo percorso, dirigendosi verso Ovest/Sud-Ovest.
Sfocia nel Canale di Sicilia, nei pressi di Capo Bianco, al confine tra i comuni di Ribera e Cattolica Eraclea.

## Regime
Pur a fronte di un bacino abbastanza esteso (il 3º della regione) il fiume ha carattere torrentizio con piene notevoli in autunno e magre fortissime in estate. La media annua di portata è abbastanza modesta con 7,5 m³/s., pur risultando la 3º della regione per ampiezza dopo quella di Simeto e Alcantara.

## Affluenti
- fiume Gallo d'Oro
- fiume Salito
- fiume Belici
- fiume Barbarigo
- vallone Tumarrano
- vallone della Terra
- fiume Turvoli
- vallone Gassena
- vallone di Garifo
- vallone Cacugliommero
- vallone del Palo
- vallone Spartiparenti
- vallone Morella
- vallone di Arabona
- fosso Cavaliere
- fosso Stagnone

## Galleria d'immagini

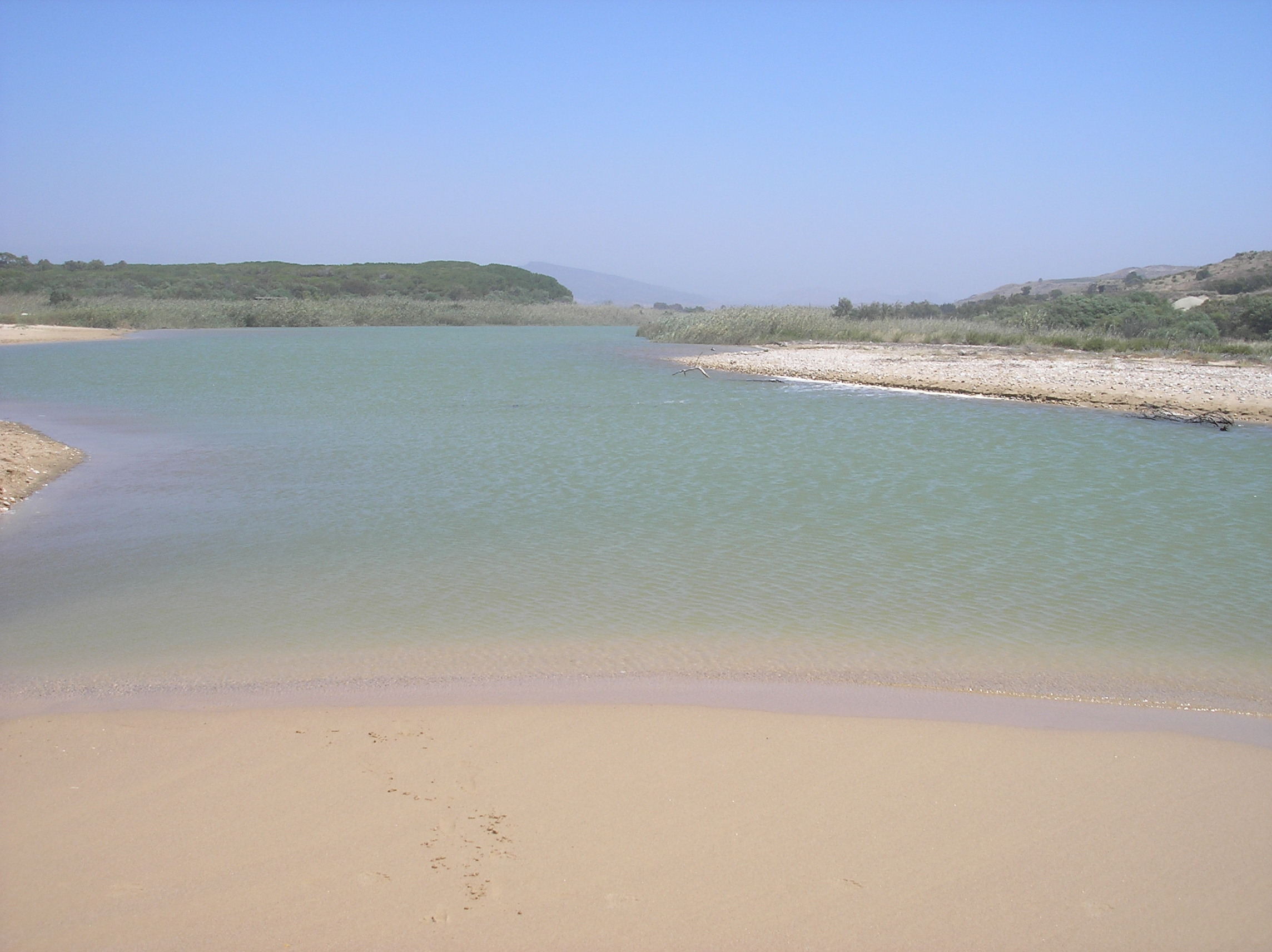
La foce